# Torsten de Winkel

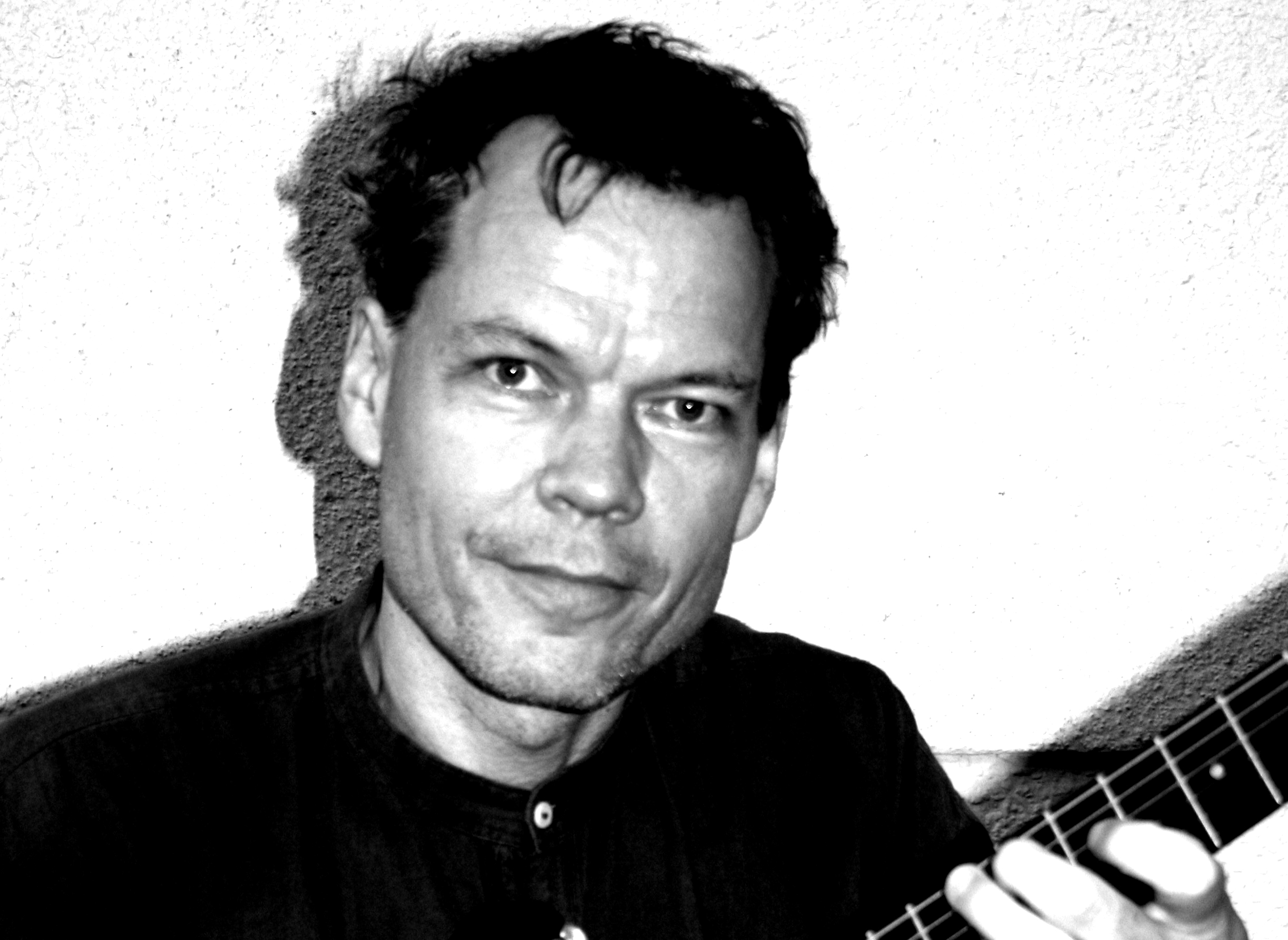
Torsten de Winkel (2009)

Torsten de Winkel (* 6. Januar 1965 in Frankfurt am Main; eigentlich Torsten Winkel) ist ein deutscher Musiker und Komponist in den Bereichen Jazz und Weltmusik, Improvisationstheoretiker und Neurophilosoph.
Er spielt neben akustischer und elektrischer Gitarre auch elektrische Sitar sowie Tasteninstrumente und Perkussion.

## Biographie
Torsten Winkel lernte als Zehnjähriger in La Paz, Bolivien zunächst Charango spielen. Darauf aufbauend brachte er sich die Grundlagen des Gitarrenspiels und der Jazzimprovisation selbst bei, die er später in Frankfurt bei einem Jazz-Kurs des Hoch’schen Konservatoriums unter Christof Lauer professionalisierte. Nach dem Abitur mit Hochbegabtenempfehlung der Studienstiftung des deutschen Volkes folgt 1983 sein erster Auftritt beim Deutschen Jazzfestival Frankfurt, worauf ihn Alphonse Mouzon zu Plattenaufnahmen nach Los Angeles einlud.
Der Künstlername De Winkel entstand, weil man ihn in Frankfurt mit Vorliebe in hessischem Dialekt mit „Ei, hier kommt de’ Winkel!“ begrüßte.
1985 erschien seine vieldiskutierte Debüt-LP Mastertouch (FAZ: „Coup der deutschen Jazzgeschichte“), mit der de Winkel die später selbstverständlich gewordene Kooperation junger deutscher Jazzmusiker mit führenden US-amerikanischen Stilisten vorwegnahm. In dieser Zeit begann auch eine bis heute andauernde und auf vielen CDs dokumentierte Zusammenarbeit mit Bassist Hellmut Hattler, dessen Gruppe Kraan sich zuvor aufgelöst hatte.
De Winkel studierte als Vollstipendiat am Berklee College of Music in Boston (summa cum laude). Durch seinen Umzug in die USA, wo er auch philosophische und psychologische Studien aufnahm, wurde 1989 aus dem Projekt deWinkelHattler mit Joo Kraus, dessen CD Humanimal Talk mit u. a. Naná Vasconcelos von der Zeitschrift Stern als „Gesamtkunstwerk“ bezeichnet wurde, das Duo HattlerKraus (seit 1991 Tab Two). De Winkel ist auf allen neun CDs dieser Formation zu hören, auch an der E-Sitar. Während der Studienzeit arbeitete de Winkel sowohl mit Steve Smiths Vital Information, mit der er als Gitarrist – in Nachfolge von Mike Stern und Frank Gambale – und Komponist zwei CDs einspielte, als auch mit Joe Zawinul, Matt Garrison, Scott Kinsey sowie mit der Pat Metheny Group.
In den 90er Jahren entwickelte de Winkel aus Unzufriedenheit mit dem meist rein skalentheoretischen Ansatz in der Jazz- und Improvisationsdidaktik eine alternative Lehrmethode, die unter dem Begriff Training Intuition Ergebnisse der Grundlagenforschung im Bereich Lernpsychologie und Neurologie berücksichtigt. Er hielt Kurse an diversen Institutionen ab, darunter die Musikhochschule Hamburg, die University of Northern Iowa, das Musicians Institute Los Angeles sowie das Berklee College.
Seit 1995 in New York lebend, gründete er das multikulturelle Musikerkollektiv New York Jazz Guerrilla. Gemeinsam mit dem israelischen Pianisten Sasi Shalom engagierte er sich für die deutsch-israelische Aussöhnung (CD Long Time Coming 1996; Tour in Israel und Deutschland). De Winkel tourte zudem in der Gruppe des Tenorsaxophonisten Teodross Avery. Nach Touren rund um den Globus (u. a. mit der ersten von China auf Tour geladenen westlichen Gruppe) und Kollaborationen mit Größen aus Jazz und Pop von Pat Metheny bis Joe Zawinul und Whitney Houston, von Tab Two über Aziza Mustafa Zadeh bis zu den Brecker Brothers und Grandmaster Flash ist de Winkel seit 2005 Mitinitiator des der multikulturellen Begegnung und einem Community Building gewidmeten Bimbache openART Festival auf der kanarischen Insel El Hierro sowie des hierauf basierenden Human Condition Project. Diese globale Initiative veranstaltet Foren für die interdisziplinäre Zusammenarbeit von Künstlern und Wissenschaftlern verschiedenster Traditionen und Gattungen.
Die diesem Projekt zugrunde liegenden neurophilosophischen Konzepte stellte de Winkel u. a. auf der Weltausstellung EXPO 2008 und auf dem Kopenhagener Klimagipfel 2009 vor.

## Diskographische Hinweise

### Als Leader
- 1985; Mastertouch (mit Michael Brecker, Kai Eckhardt, Billy Cobham, Joachim Kühn, Ernie Watts, Hellmut Hattler, Alphonse Mouzon, Nippy Noya)
- 1989: Humanimal Talk (mit Naná Vasconcelos, Hellmut Hattler, Kai Eckhardt, Joo Kraus, Joel Rosenblatt)
- 1991: Acoustic Quartet Live (mit Bob Moses, Larry Grenadier, Ole Mathisen)
- 1993: Tribute: Talking To The Spirits (mit Bob Moses, Larry Grenadier, Ole Mathisen)
- 1997: Long Time Coming (mit Al Foster, Buster Williams, Sasi Shalom, Ravi Coltrane, Jill Seifers)
- 1998: New York Jazz Guerrilla – Method to the Madness *part 1 (mit Michael Brecker, Lyle Mays, Matt Garrison, Gary Peacock und vielen anderen)
- 2006: Live at the Blue Note and Other Rough Cuts (mit Audun Waage, Gwilym Simcock, Tobias Backhaus, Hanns Höhn)
- 2008: Bimbache Jazz y Raíces – La Condición Humana (mit Grégoire Maret, Boris Kozlov, María Mérida, Nantha Kumar, Audun Waage, Gwilym Simcock, Tobias Backhaus, Kike Perdomo, Josè Luis Sanchez, Epiphane Zinzinsouhou, Hellmut Hattler, Kai Eckhardt, Fola Dada, Chœur de Benin)

### Mit anderen
- Pat Metheny: Secret Story Live (DVD, LD&VHS, Japan) / This World (1996, CD, Italy)[2]
- Steve Smith’s Vital Information: Fia Fiaga (SONY Columbia) / VitaLive (als Komponist)
- Aziza Mustafa Zadeh & Bill Evans, Omar Hakim a.o.: Inspiration (SONY)
- Alphonse Mouzon: The Sky Is the Limit / Love Songs And Ballads
- Tab Two: Flagman Ahead / Belle Affaire / Sonic Tools / Tab Two (alle Virgin) / Mind Movie / Space Case / Hip Jazz / Between Us (alle Polydor) / Live at the Roxy / Two Thumbs Up (alle 36music)
- Hellmut Hattler: Heartware (Vielklang) / No Eats Yes (Polydor) / Bass Cuts / The Big Flow / Live Cuts / Gotham City Beach Club Suite / The Kite / Live Cuts II (alle Bassball)
- XXL feat. Grandmaster Flash: El Jazz Latino / The Funky Stuff (SONY)
- Soulfit: Vision of Peace
- Core 22: Nuance (BMG)
- Dee C’rell: Modal Times. London 3 A.M. 2012 Holm Records
- Dee C’rell: Modal Times. Line 1. 2012 Holm Records
- Deep Dive Corp.: Beware Of Fake Gurus
- Timo Maas: Lifer (Rockets & Ponies, 2013)
- Kike Perdomo: A World Of Music (mit Chano Domínguez, Eric Marienthal u. a.) / AC&Funk
- Carola Grey: Drum Attack!
- Various Artists: Basstorius (mit Matt Garrison) / Mysterious Voyages – A Tribute to Weather Report (mit Scott Kinsey)